# Eparquía de Pinsk y Túrov (ortodoxa)
La eparquía de Pinsk y Túrov o de Pinsk y Túrau (en bielorruso: Пінская і тураўская епархія) fue una circunscripción eclesiástica de la Iglesia ortodoxa de Constantinopla en la Rus de Kiev. Se trataba de una eparquía bizantina, sufragánea del metropolitanato de Kiev y toda la Rus. El 23 de diciembre de 1595 proclamó la Unión de Brest y pasó a ser la eparquía de Pinsk y Túrov de la Iglesia católica.

## Territorio y organización

Mapa de la Rus de Kiev, siglos -

La eparquía extendía su jurisdicción sobre los fieles de rito bizantino residentes en parte de la Rus de Kiev en territorios que hoy son parte de Bielorrusia. En la segunda mitad del siglo XV el territorio de la eparquía comprendía las tierras del Principado de Túrov, el Principado de Horodecki, el Principado de Pinsk y el antiguo Principado de Dubrovnik. 

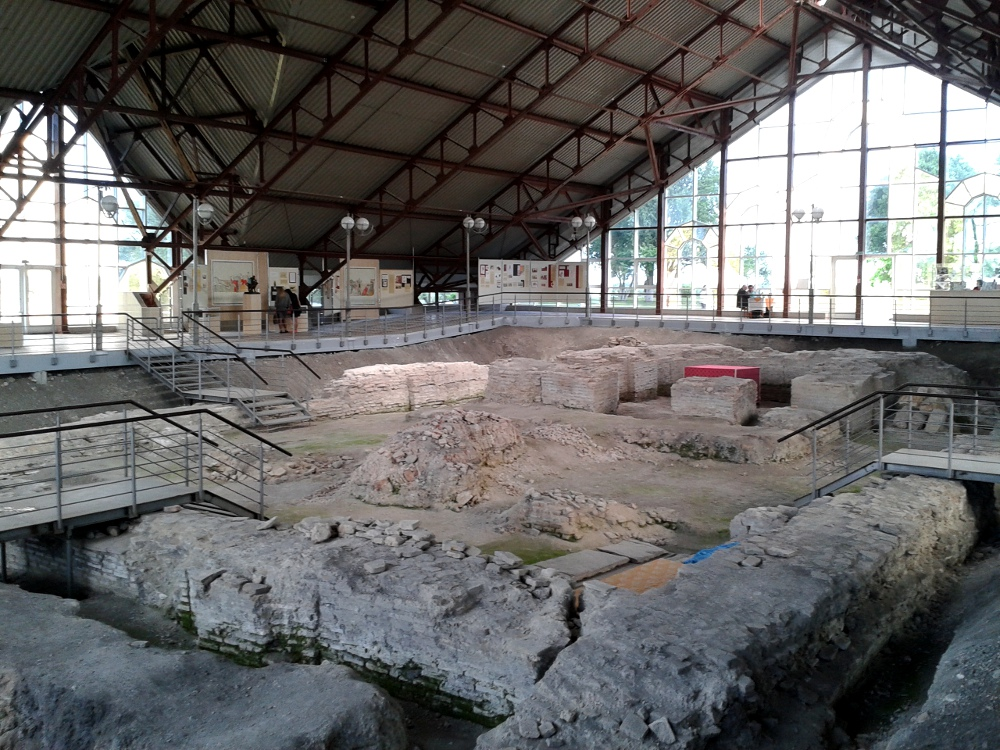
Ruinas de la Catedral de la Dormición de la Madre de Dios, en Túrov

La sede de la eparquía se encontraba inicialmente en la ciudad de Túrov (también llamada Túrau), en donde se hallaba la Catedral de la Dormición de la Madre de Dios, construida a mediados del siglo XII y destruida en 1230 por un terremoto. Desde 1241 la sede se trasladó a Pinsk, en donde se hallaba la iglesia de la Natividad de la Santísima Virgen María, que fue la catedral hasta 1513. Fue remplazada por la Catedral de San Demetrio.

## Historia
El Principado de Túrov fue mencionado por vez primera en la Crónica de Néstor en el año 980. Fue fundado por Yaropolk I, hijo de Sviatoslav I de Kiev, que independizó el principado hasta 1223.
La eparquía de Túrov fue erigida en 1005. Es una de las eparquías ortodoxas más antiguas del territorio de la actual Bielorrusia. Los obispos de la eparquía fueron nombrados por los metropolitanos de Kiev y toda la Rus. La eparquía de Túrov ocupaba un extenso territorio que hoy pertenece a las óblast de Minsk, Gómel, Grodno y Brest.
En el siglo XI se creó el Evangelio manuscrito de Túrov, uno de los monumentos más antiguos de la escritura de libros eslavos que ha llegado hasta el presente y se conserva en la Biblioteca de la Academia de Ciencias de Lituania Tadas Vrublevskis.
Entre 1194 y 1390 se produjo una brecha en la jerarquía de Túrov, coincidiendo con la invasión tártara. Kirill II y su sucesor, el obispo Laurentiy, fueron considerados santos de Dios por la Iglesia ortodoxa.
En el siglo XII la esposa de Svyatopolk Izyaslavich, Varvara, fundó el primer monasterio femenino en Túrov.
Debido a la destrucción de la ciudad de Túrov, en 1241 la sede de la eparquía se trasladó a la ciudad de Pinsk y tomó el nombre de Túrov y Pinsk. En aquel entonces, había más de 50 iglesias y monasterios en Túrov.
En el siglo XIV la eparquía estuvo tres veces bajo la jurisdicción del metropolitanato de Galitzia y, tras su abolición, de nuevo bajo la de Kiev.

### Eparquía greco-católica
La eparquía de Pinsk y Túrov se volvió la eparquía greco-católica de Pinsk y Túrov con la Unión de Brest (1595-1596), deseada por los metropolitanos de Kiev y por una parte de la jerarquía greco-ortodoxa de la actual Ucrania y de Bielorrusia. Entre los principales partidarios de la causa uniata se encontraba Leoncio, obispo de Pinsk y Túrov, quien falleció en agosto de 1595. Los planes de Leoncio fueron implementados por su sucesor, el obispo Jonás Gógol, quien asistió al Concilio de Brest en 1596 y firmó el acta de unión, quedando así suprimida la eparquía ortodoxa de Pinsk y Túrov.

### Restauración
En agosto de 1620 el patriarca Teófanes III de Jerusalén de paso por Kiev y a petición del hetman cosaco Petro Konashevych-Sahaidachny consagró una nueva jerarquía ortodoxa en obediencia al patriarca de Constantinopla y bajo protección cosaca, incluyendo a Stakhony Abraham como obispo de Pinsk, quien residió en el monasterio de Leszczyny. El rey Segismundo III Vasa de Polonia prohibió esta jerarquía ortodoxa, pero en 1633 fue reconocida por el rey Ladislao IV de Polonia, quedando establecida como jerarquía rival de la greco-católica, pero la eparquía ortodoxa de Pinsk y Túrov no fue incluida en el privilegio y se extinguió en 1633 y fue incorporada al metropolitanato de Kiev.
En 1793, tras la segunda partición de la Mancomunidad de Polonia-Lituania, Túrov pasó a formar parte del Imperio ruso. Ese mismo año, el territorio de la antigua eparquía de Pinsk y Túrov quedó bajo el control de los obispos ortodoxos rusos de la eparquía de Minsk. Desde 1922 a 1926 existió el vicariato de Mozyr-Túrov de la eparquía de Minsk. En 1990 se formó la eparquía de Gomel-Mozyr y en 1992, por orden del Sínodo del exarcado bielorruso de la Iglesia ortodoxa rusa, se restableció como eparquía de Túrov y Mozyr.

## Episcopologio

### Eparcas de Túrov
- Tomás † (mencionado en 1005 y 1014)
- Simeón † (desde 1072)
- Ignacio †
- Joaquín I †
- Jorge †
- Cirilo I † (1114-1120)
- Ignacio † (?-1144)
- Joaquín I † (1144-1146)
- Juan † (1146)
- Jorge † (mencionado entre 1167 y 1169)
- Cirilo II † (1169-1181/1182)
- Laurentiy, el Recluso de las Cuevas † (1182-29 de enero de 1194)

Dos listas diferentes de obispos de la iglesia de Starożewiec han sobrevivido del período de las invasiones tártaras de la región de Túrov. Sin embargo, no está claro si estos son los nombres de los ordinarios locales. La primera lista enumera a los obispos Jonás, Basilio, Daniel, Timoteo, Demetrio, Simón, Pedro, Cipriano, Teodosio, Arsenio, Dionisio, Efrén, Jonás, Isaac, Teodosio, Alejo, Joaquín, Efrén, Wassian, Arsenio, Efrén, Simón, Tijón, Simón, Esteban y Teodosio. La segunda lista incluye los nombres de los obispos Basilio, Daniel, Timoteo, Pedro, Demetrio, Dionisio, Efrén, Cipriano, Cipriano, Nasón, Isaac, Alejo, Efrén, Tijón y Jonás. La razón de las diferencias entre las dos listas puede ser la inclusión de los nombres de algunos metropolitanos de Kiev en la primera, lo que a su vez podría haber sido consecuencia de la vacante en la catedral de Túrov en ciertos años.

### Eparcas de Túrov y Pinsk
...
- Esteban † (mencionado en 1328)

...

### Eparcas de Pinsk y Túrov
- Teodosio † (1389-1391)
- Antonio † (?-1404/1405)
- Euthymius (Okushko) † (8 de septiembre de 1412-1420)
- Joachim † (mencionado en 1458 y 1459)
- Vassian I † (1492-1505)
- Arsenio † (1509-1513)
- Jonás † (1513-febrero de 1522)
- Vassian II † (1522-?)
- Macario I el Moscovita † (octubre de 1525-24 de abril de 1528)
- Vassian III † (mencionado en febrero de 1540-1545)
- Barlaam † (1545-?)
- Vasiano IV † (1550-1552)
- Macario II † (mayo de 1552-1565)
- Iona (Protasovich-Ostrovsky) † (1566-1568)
- Macario III (Evlashevsky) † (1568-1576)
- Andrey (Rusin) † (1576)
- Cyril (Terletsky) † (8 de julio de 1576-9 de mayo de 1585)
- Leoncio (Zinovievich-Pelchitsky) † (8 de julio de 1585-agosto de 1595)
- Jonás (Gogol) † (22 de octubre de 1595-23 de diciembre de 1595 por la proclamación de la Unión de Brest pasó a ser católico junto con la eparquía)
- Paisiy (Sakhovsky) † (mencionado en marzo de 1603)

### Exarcado de Kiev
- Abraham (Letsida) † (enero de 1621-1633)